# Graphophon

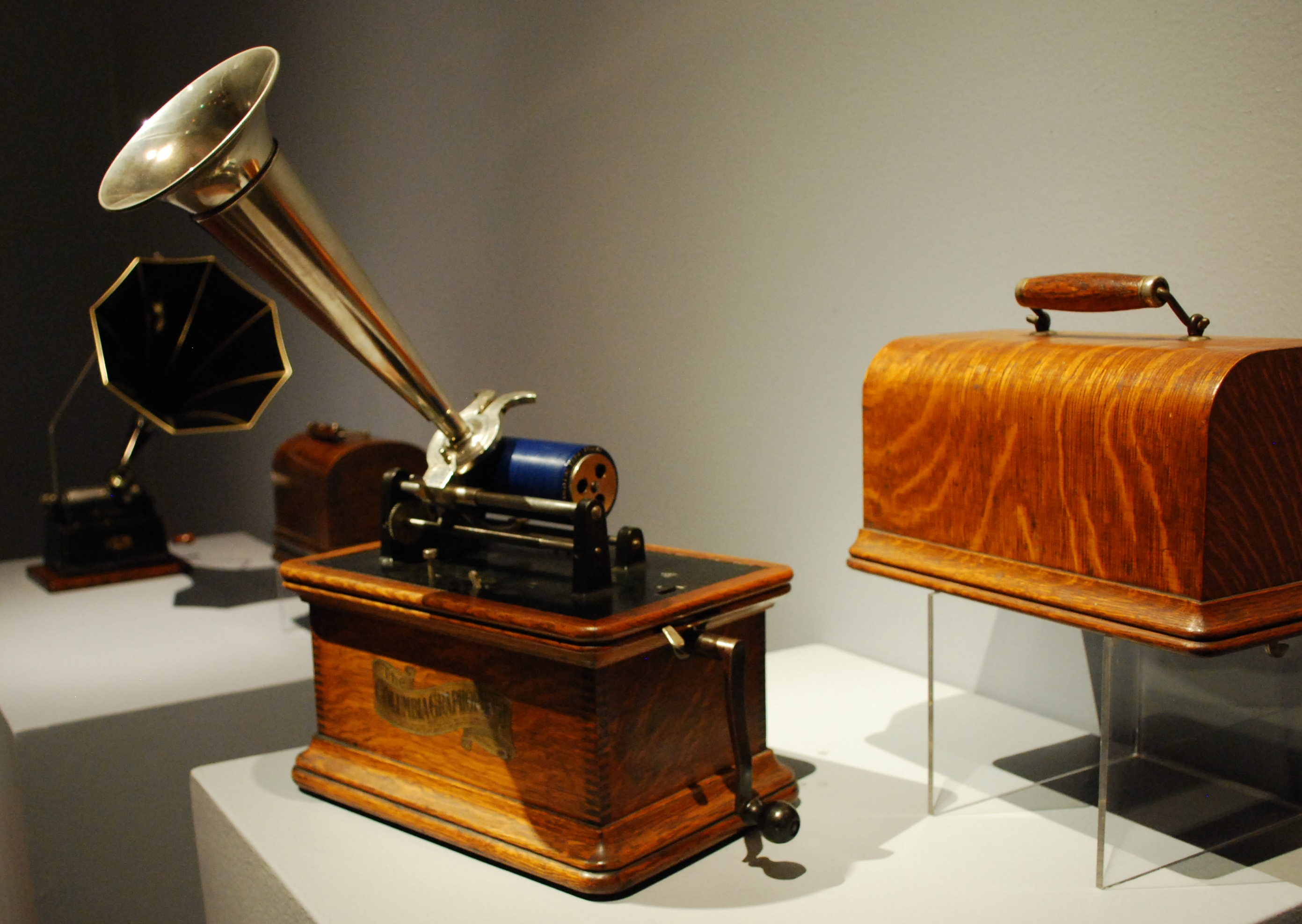
Columbia Graphophone mit der Modellbezeichnung AZ. Baujahr in etwa zwischen 1905 und 1907

Bei einem Graphophon, im englischen Graphophone, handelt es sich um eine Weiterentwicklung des von Thomas Alva Edison erfundenen Phonographen durch den Chemiker Chichester Alexander Bell und den Ingenieur Charles Sumner Tainter, für welche diese am 4. Mai des Jahres 1886 das Patent zuerkannt bekamen.

## Historie

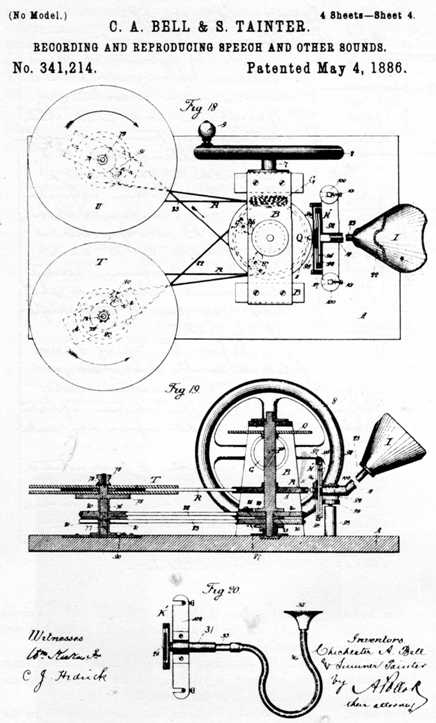
Patentschrift (Auszug) des Graphophons vom 4. Mai des Jahres 1886.

### Vorgeschichte
Nachdem Edison seine Erfindung des Phonographen der Weltöffentlichkeit vorgestellt hatte, einhergehend mit der beginnenden Kommerzialisierung durch Vertreter, die mit der neuen Sprechmaschine ausgestattet, Präsentationen in der Öffentlichkeit zu allerlei Anlässen gegen Entgelt durchführten, verflachte das Interesse Edisons an seiner Erfindung zunehmend, da Edison die zu bewältigenden Verbesserungen immens erschienen. So beschied er erst der nächsten Generation über einen ausgereiften Phonographen zu verfügen, bei dem beispielsweise die Problemstellungen bezüglich der s-Laute und der geringen Lautstärke behoben sein würden. Des Weiteren sah Edison den Nutzen des Phonographen eher als Diktiergerät, weniger als Gerät zur Wiedergabe von Musik, wie er in einem Artikel, bestehend aus zehn Punkten der zu tätigenden Verbesserungen, der Zeitschrift North Amerikan Review schrieb und schätzte daher die Gewinnaussichten als wenig verhältnismäßig zum nötigen Aufwand ein. In letzter Konsequenz wandte sich Edison zunächst anderen finanziell aussichtsreicheren Entwicklungen zu.

### Graphophon
Die Weiterentwicklung des Edison-Phonographen erfolgte in einer von Alexander Graham Bell im Jahre 1881 ins Leben gerufenen Gemeinschaft von drei Entwicklern, zu denen, neben Bell selbst, sein Cousin Chichester Alexander Bell und Charles Summer Tainter gehörten. Unter der Bezeichnung Volta Laboratory Association sollte von nun an die Forschung bezüglich des Graphophons vorangebracht werden.
Der wesentliche weiterführende Entwicklungsschritt stellte in diesem Zusammenhang die Ersetzung der von Edison verwendeten Zinnfolie als Aufzeichnungsmedium für die Tonsignale, aufgespannt auf einen rotierenden Zylinder, durch eine mit Wachs überzogene Papprolle dar, die zu einer erheblichen Verbesserung der klanglichen Eigenschaften führte. Schrieben die Zinnfolien-Phonographen die Tonsignale zuvor nicht vollständig in den Tonträger, sondern oftmals nur als Folge von Punkten und ovalen Vertiefungen, gravierte der Stichel des Graphophons die mechanisch umgesetzten Schallwellen nunmehr, ähnlich dem Schneidevorgang einer Drehbank, kontinuierlich ohne Unterbrechung in die genutzte Phonographenwalze. Weitere Verbesserungen, die sich aus der Verwendung von Tonträgern mit Wachsüberzug ergaben, war zum einen die verbesserte Haltbarkeit der Tonmedien hinsichtlich des Verschleißes beim Abspielen und zum anderen die Verringerung störender Nebengeräusche, wie Kratzen durch den Aufnahmestichel.
Es ist anzumerken, dass die ersten Graphophone anfänglich noch recht einfache, wenig ausgereifte Geräte waren, die erst in den folgenden Jahren eine schrittweise Perfektionierung, durch ihre Kommerzialisierung, erfuhren. So verfügten die ersten Modelle, wie die gleichzeitig angebotenen und genutzten Phonographen, noch über einen Handkurbelantrieb, einen Trichter zur Aufzeichnung von Schallwellen sowie einen Hörschlauch der bei der Wiedergabe von Aufzeichnungen seinen Einsatz fand. Spätere Errungenschaften wie beispielsweise Feder- oder Gewichtsantriebe, waren noch nicht in die Geräte integriert.

### Kommerzialisierung

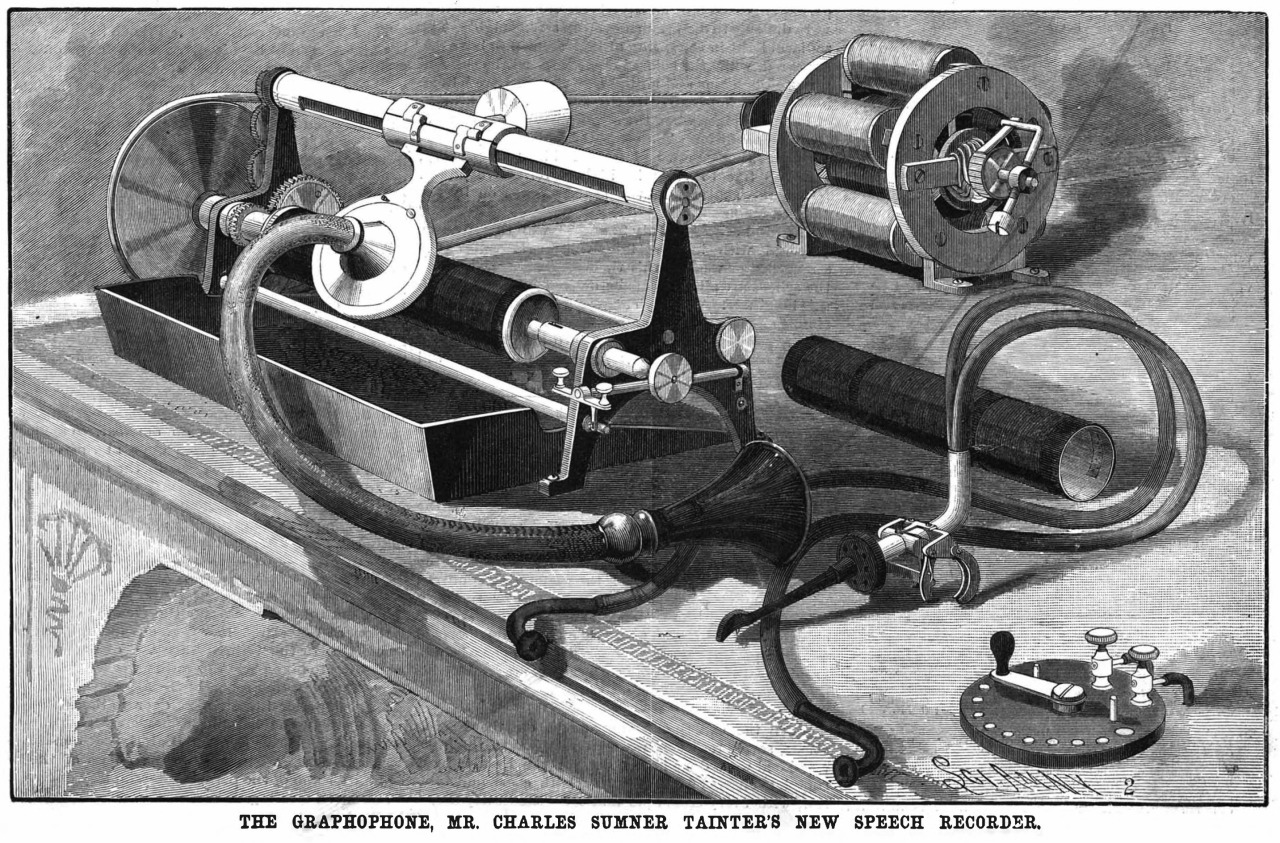
Graphophon mit Wachszylinder um 1888, produziert von der American Graphophone Company und North American Phonograph Company.

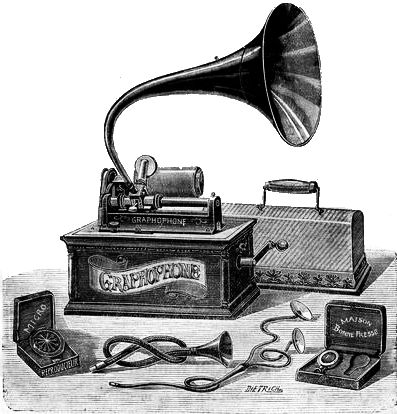
Columbia Graphophon Model AT, Veröffentlicht in einem Verkaufskatalog von 1901.

Mit Beendigung der Entwicklungsphase und nach der Erteilung verschiedener Patente bezüglich des Graphophones, versuchten Alexander Graham Bell, Chichester Bell und Charles Sumner Tainter als Gründer der Volta Laboratory Association, eine Übereinkunft mit Edison und dessen Geschäftspartner Edward H. Johnson zu erzielen und an der weiteren Vermarktung der Geräte teilhaben zu lassen. Zu diesem Zweck reiste Tainter, wohl wissend, dass die Weiterentwicklungen des Graphophons auf den Erkenntnissen Edisons und dessen ersten Phonographen beruhten, für zwei Monate nach New York, mit dem Ziel der Interessenweckung für eine Zusammenarbeit. Das hierbei unterbreitete Angebot beinhaltete zum einen die Anerkennung Edisons als ursprünglichen Erfinder und zum anderen die Übernahme aller weiteren Kosten für zukünftige Experimente. Im Gegenzug bestand die Forderung zur Hälfte an möglichen Gewinnen beteiligt zu werden. Edison lehnte dieses Angebot jedoch ab, da er fürchtete, dass ihm seine Erfindung gestohlen und entrissen werden sollte. Er wandte sich nunmehr wieder verstärkt seinem Phonographen zu und begann diesen ebenfalls zu optimieren und einer intensiveren kommerziellen Nutzung zuzuführen.

#### Volta Graphophone Co.
Nach dem Scheitern des Versuches Edison und Johnson einzubinden sowie der Fortführung der Entwicklungstätigkeiten einhergehend mit dem Bau weiterer Graphophone beschlossen die Mitglieder des Volta Laboratory eine Nachfolgegesellschaft zur Volta Laboratory Association mit dem Namen Volta Graphophone Company (Volta Graphophone Co.) zu gründen, deren Aufgabe darin bestehen sollte, die gemachten Erfindungen und die daraus resultierenden Patente zu vermarkten.

#### American Graphophone Co.
Mit der Übereinkunft zwischen den Geschäftsleuten James O. Clephane, Andrew Dewine, John H. White und dem späteren ersten Generalmanager Edward D. Easton einerseits und der Volta Graphophone Company andererseits Diktiergeräte unter Vergabe der dazugehörigen Lizenz herzustellen und zum Kauf anzubieten, wurde am 28. März 1887 die American Graphophone Company (American Graphophone Co.) gegründet, deren Produktionsstätten sich in Bridgeport gelegen in Connecticut befanden. Kurz danach erhält der US-amerikanische Unternehmer Jesse H. Lippincott, welcher sich mit 200'000 US-Dollar an diesem beteiligt, die Vermarktungsrechte an den, speziell für die Nutzung in einem geschäftlichen Umfeld zugeschnittenen, Graphophonen, einschließlich des dazugehörigen Zubehörs. Des Weiteren erklärte sich Lippincott zur Abnahme von 5000 Walzenspielern jährlich bereit.

#### North American Phonograph Company
Lippincott, nunmehr im Besitz der exklusiven Vertriebsrechte des Graphophons, trat mit Edison in Kontakt, um über die kommerzielle Nutzung des Phonographen zu verhandeln, mit dem Hintergedanken, die sich anbahnenden kostspieligen rechtlichen Auseinandersetzungen zwischen der Edison Phonograph Company und der American Graphophon Company für sich zu nutzbringend einzusetzen. Nach Abwägung aller Möglichkeiten entschieden sich Edison und dessen Vertreter, Lippincott das Aktienkapital der Edison Phonograph Company für 500.000 US-Dollar zu überlassen und in Konsequenz die Patente des Phonographen einschließlich der dazugehörigen Vertriebsrechte. Des Weiteren gestatteten sie Lippincott ein neues Unternehmen mit Namen North American Phonograph Company zu gründen, welches direkt mit der Vermietung von Diktiergeräten begann. Der Unternehmung blieb jedoch der Erfolg verwehrt, so dass bereits zwei Jahre nach Gründung 1890 die Insolvenz eintrat.

## Modellübersicht (Auswahl)
- Mignon
- Adler-Graphophon BX
- Columbia-Graphophon AT
- Columbia-Graphophon AZ
- Universal-Graphophon
- Grand Type
- Columbia-Doppel-Graphophone
- Graphophon „Das zwanzigste Jahrhundert“